# WNBA Basketball Executive of the Year Award
Der WNBA Executive of the Year Award ist eine seit der WNBA-Saison 2017 vergebene Auszeichnung an den besten General Manager (GM) der Liga. Die Wahl wird von den GMs der aktuell 12 WNBA-Teams vorgenommen, Gewinner ist derjenige mit den meisten Stimmen.
Dan Padover, GM der Las Vegas Aces, sowie Cheryl Reeve, GM der Minnesota Lynx, konnten die Auszeichnung bereits zweifach gewinnen.

## WNBA Basketball Executive of the Year
| Saison | General Manager | Mannschaft       |
| ------ | --------------- | ---------------- |
| 2017   | Curt Miller     | Connecticut Sun  |
| 2018   | Chris Sienko    | Atlanta Dream    |
| 2019   | Cheryl Reeve    | Minnesota Lynx   |
| 2020   | Dan Padover     | Las Vegas Aces   |
| 2021   | Dan Padover2    | Las Vegas Aces   |
| 2022   | James Wade      | Chicago Sky      |
| 2023   | Jonathan Kolb   | New York Liberty |
| 2024   | Cheryl Reeve2   | Minnesota Lynx   |